# Carlo Galletti
Carlo Galletti (Milano, 19 novembre 1888 – Genova, 6 novembre 1915) è stato un calciatore italiano, di ruolo terzino sinistro.
Era noto anche come Galletti II per distinguerlo dal fratello Augusto Galletti (I), che giocò anch'egli per l'Andrea Doria nello stesso periodo.

## Carriera
Galletti giocò dal 1906 al 1914 per l'Andrea Doria.
Disputò anche una partita in Nazionale, l'amichevole persa per 1-0 contro la Francia il 12 gennaio 1913.

## Statistiche

### Cronologia presenze e reti in Nazionale
| Cronologia completa delle presenze e delle reti in nazionale ― Italia | Cronologia completa delle presenze e delle reti in nazionale ― Italia | Cronologia completa delle presenze e delle reti in nazionale ― Italia | Cronologia completa delle presenze e delle reti in nazionale ― Italia | Cronologia completa delle presenze e delle reti in nazionale ― Italia | Cronologia completa delle presenze e delle reti in nazionale ― Italia | Cronologia completa delle presenze e delle reti in nazionale ― Italia | Cronologia completa delle presenze e delle reti in nazionale ― Italia |
| Data                                                                  | Città                                                                 | In casa                                                               | Risultato                                                             | Ospiti                                                                | Competizione                                                          | Reti                                                                  | Note                                                                  |
| --------------------------------------------------------------------- | --------------------------------------------------------------------- | --------------------------------------------------------------------- | --------------------------------------------------------------------- | --------------------------------------------------------------------- | --------------------------------------------------------------------- | --------------------------------------------------------------------- | --------------------------------------------------------------------- |
| 12/01/1913                                                            | Ginevra                                                               | Francia                                                               | 1 – 0                                                                 | Italia                                                                | Amichevole                                                            | -                                                                     |                                                                       |
| Totale                                                                |                                                                       | Presenze                                                              | 1                                                                     |                                                                       | Reti                                                                  | 0                                                                     |                                                                       |